# Mahasena taprobana
Mahasena taprobana är en fjärilsart som beskrevs av George Francis Hampson 1910. Mahasena taprobana ingår i släktet Mahasena och familjen säckspinnare. Inga underarter finns listade i Catalogue of Life.